# Jerry Williams (Basketballspieler)
Jerry Williams (* 2. Januar 1979 in New Jersey) ist ein ehemaliger US-amerikanischer Basketballspieler. Williams feierte als professioneller Spieler seine größten Erfolge in der British Basketball League (BBL), wo er 2004 zum „Most Valuable Player“ (MVP) der BBL-Saison ernannt wurde. 2006 kehrte er in seine Heimat Jacksonville in Florida zurück, wo er nach dem Ende seiner aktiven Karriere 2010 Trainerassistent der „Minor League“–Mannschaft Giants in der ABA wurde. Sein jüngerer Bruder ist der ehemalige NFL-Profi Rashean Mathis.

## Karriere
Williams bekam ein Sportstipendium an der South Carolina State University in Orangeburg (South Carolina) für seine Leistungen als American-Football- und Basketballspieler an der Highschool. Für die Basketballmannschaft der Bulldogs sind für ihn keine Einsätze verzeichnet und Williams wechselte 1999 an die University of the Cumberlands nach Williamsburg (Kentucky), deren Hochschulmannschaften Patriots in der NAIA organisiert sind. Obwohl die Patriots in ihrer NAIA-Conference keine Titel gewannen, wurden sie 2001 zur nationalen Endrunde eingeladen, wo sie jedoch in der ersten Runde ausschieden, und Williams als Spieler des Jahres seiner Conference unter die besten fünf Spieler der NAIA für die Saison 2000/01 gewählt. 2013 wurde Williams für seine individuellen Leistungen im Trikot der Patriots in die „Athletic Hall of Fame“ (deutsch Sport-Ruhmeshalle) seiner Hochschule aufgenommen. Nach dem Ende seines Studiums versuchte sich Williams 2002 über die Sommerliga United States Basketball League (USBL) für eine professionelle Karriere als Basketballspieler zu empfehlen.
Chris Finch als Trainer der Sharks aus Sheffield verpflichtete Williams für seine Mannschaft in der British Basketball League (BBL). Die reguläre Saison der BBL 2003 beendete man als Erster, verlor aber dann im Halbfinale der Play-offs gegen den späteren Titelgewinner Scottish Rocks. Williams wurde nun selbst von den Rocks aus Glasgow für die Spielzeit 2003/04 unter Vertrag genommen, in der er zum „Most Valuable Player“ (MVP) der Spielzeit gewählt wurde. Im Pokalwettbewerb BBL Cup verlor man das Finale gegen Williams’ ehemalige Mannschaft Sharks, während das Halbfinale im Ligapokal BBL Trophy gegen die Chester Jets verloren ging. Als Vierter der Hauptrunde verlor man in den Play-offs als Titelverteidiger die Erstrundenbegegnung mit den Jets, die später das Finale gegen die Sharks verloren. In der Saison 2004/05 spielte Williams für die Towers aus London, die den dritten Platz in der regulären Saison erreichten, doch in der ersten Play-off-Runde gegen Williams’ vormalige Mannschaft Rocks mit zwei Punkten Unterschied unterlagen. Für die Spielzeit 2005/06 bekam Williams zunächst einen Vertrag in der ersten französischen Liga LNB Pro A bei dem Verein Jeanne d’Arc aus Dijon, der jedoch nach bereits vier Einsätzen wieder aufgelöst wurde. Williams kehrte in die BBL zurück und spielte für die Bears aus Brighton, die als Gastspieler während der Saison auch den ehemaligen NBA All-Star Dennis Rodman einsetzten. Am Saisonende konnten sich die Bears gerade so eben auf dem achten Platz für die Play-offs qualifizieren und schieden dort in der ersten Runde gegen die in jener Saison dominierenden Newcastle Eagles aus. Williams nahm zudem noch Engagements in anderen Ligen an, so soll er noch in Tunesien professionell gespielt haben.
2006 spielte Williams wieder in seiner US-amerikanischen Heimat Jacksonville für die JAM in der ABA, die ihre Division in der ABA gewinnen konnten. Anschließend wechselten die Jam als SLAM in die „Premier Basketball League“, wo sie nach finanziellen Schwierigkeiten 2008 eingestellt wurden. Williams spielte noch in Mexiko und für eine texanische ABA-Mannschaft, bevor er 2010 nach Jacksonville zurückkehrte. Bei den Blue Waves aus der „World Basketball Association“ (WBA) spielte Williams unter Trainer Kevin Waters, dem er nach einer hartnäckigen Knieverletzung auch als Assistent am Spielfeldrand diente. Nachdem Waters Trainer der neuen ABA-Franchise Giants in Jacksonville wurde, nahm er Williams mit in seinen Trainerstab auf. Bei den Giants, die 2012 Meister der ABA wurden, wird Williams gelegentlich noch als Aushilfsspieler eingesetzt.